# Graphiurus murinus
Graphiurus murinus és una espècie de mamífer rosegador esciüromorf de la família Gliridae. És una espècia endèmica de Sud-àfrica. Es troba de forma limitada com a part del tràfic d'animals de companyia, i té uns requisits per a tenir-ne cura complicats en comparació amb altres rosegadors que hi ha com a mascota.

## Hàbitat
Els seus hàbitats naturals són els boscos de munyana humits i rius, tant subtropicals com tropicals.